# Nonea vesicaria
Nonea vesicaria är en strävbladig växtart som först beskrevs av Carl von Linné, och fick sitt nu gällande namn av Reichenb. Nonea vesicaria ingår i släktet nonneor, och familjen strävbladiga växter. Inga underarter finns listade i Catalogue of Life.

## Bildgalleri

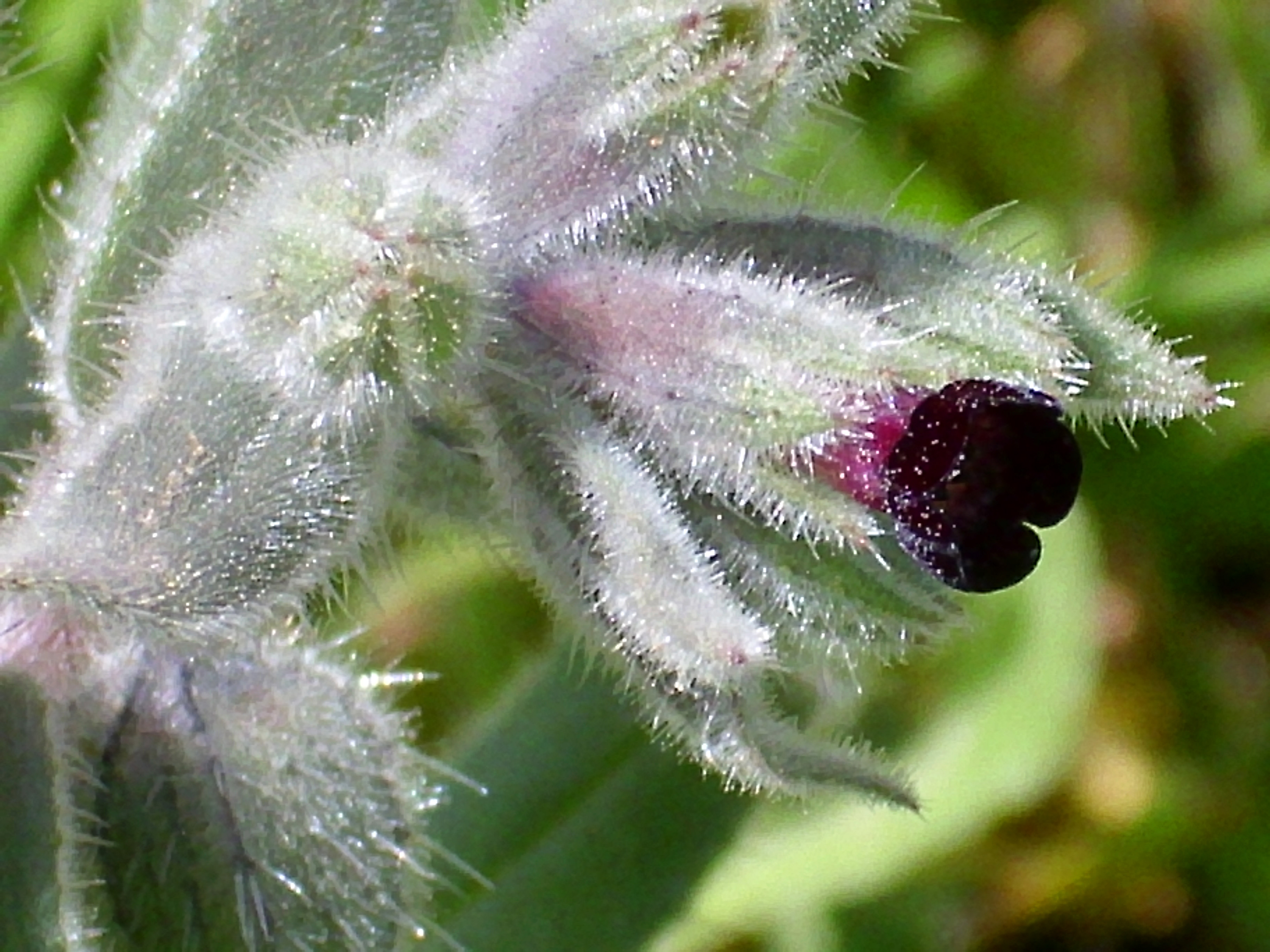
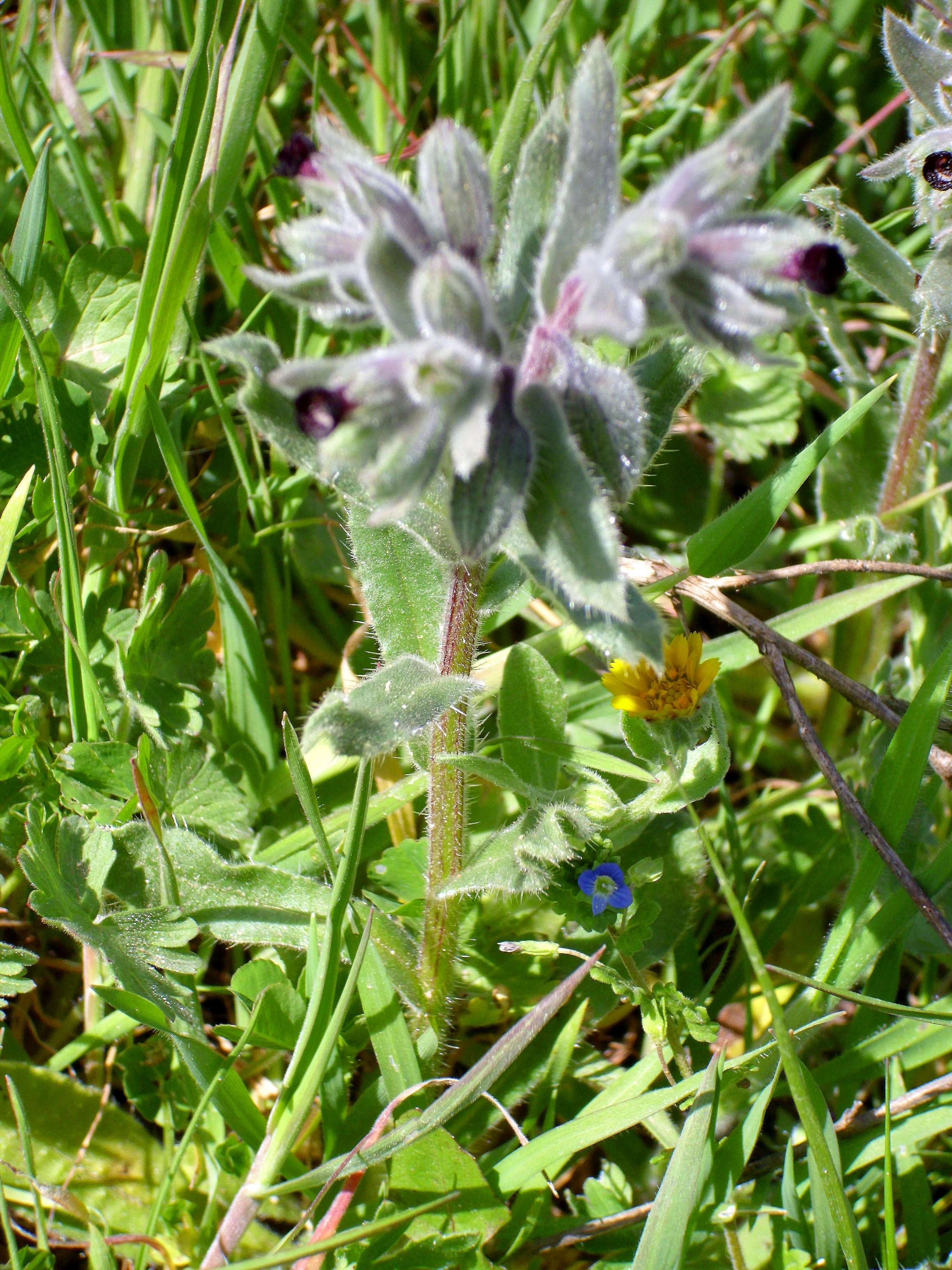
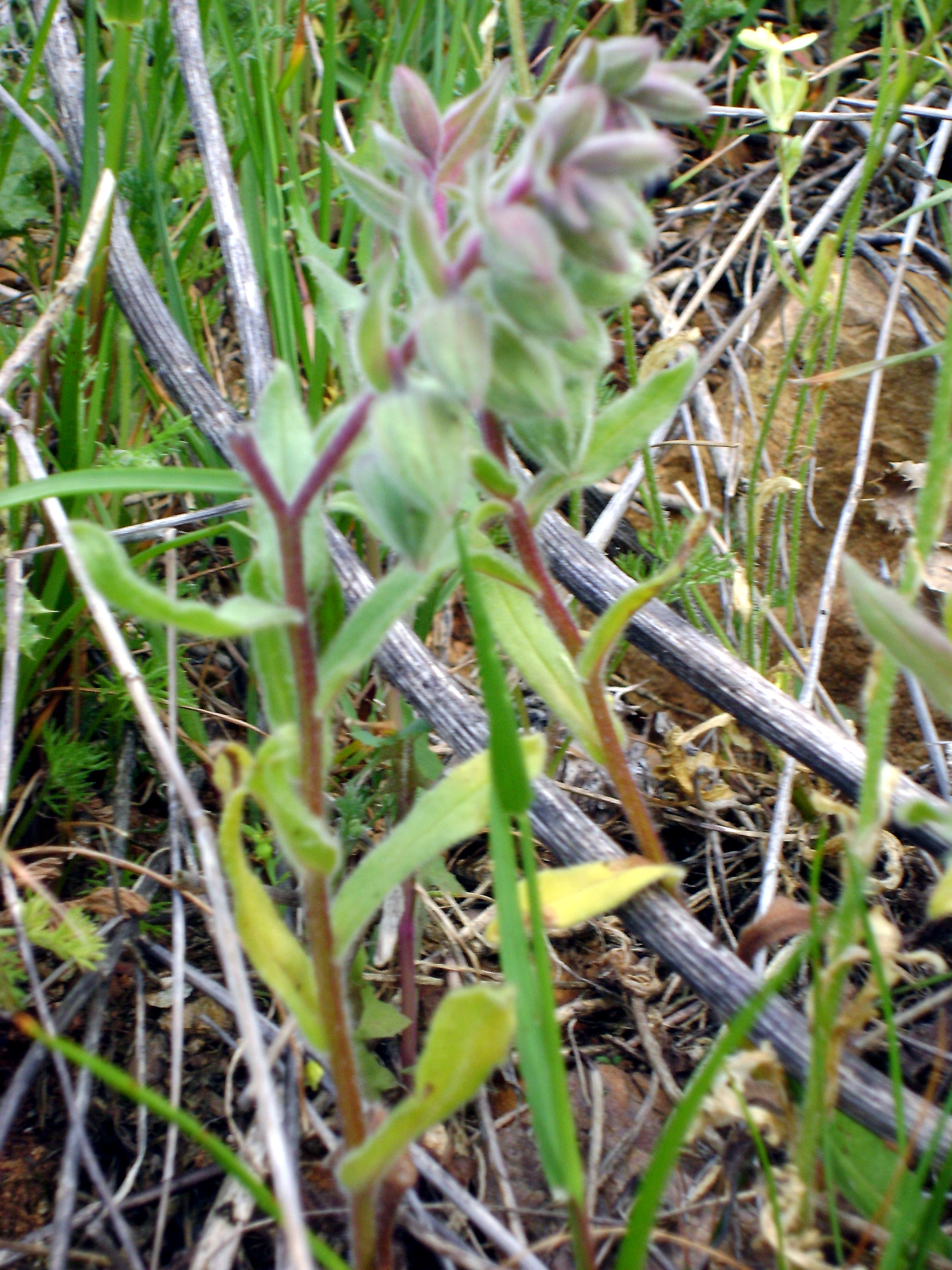
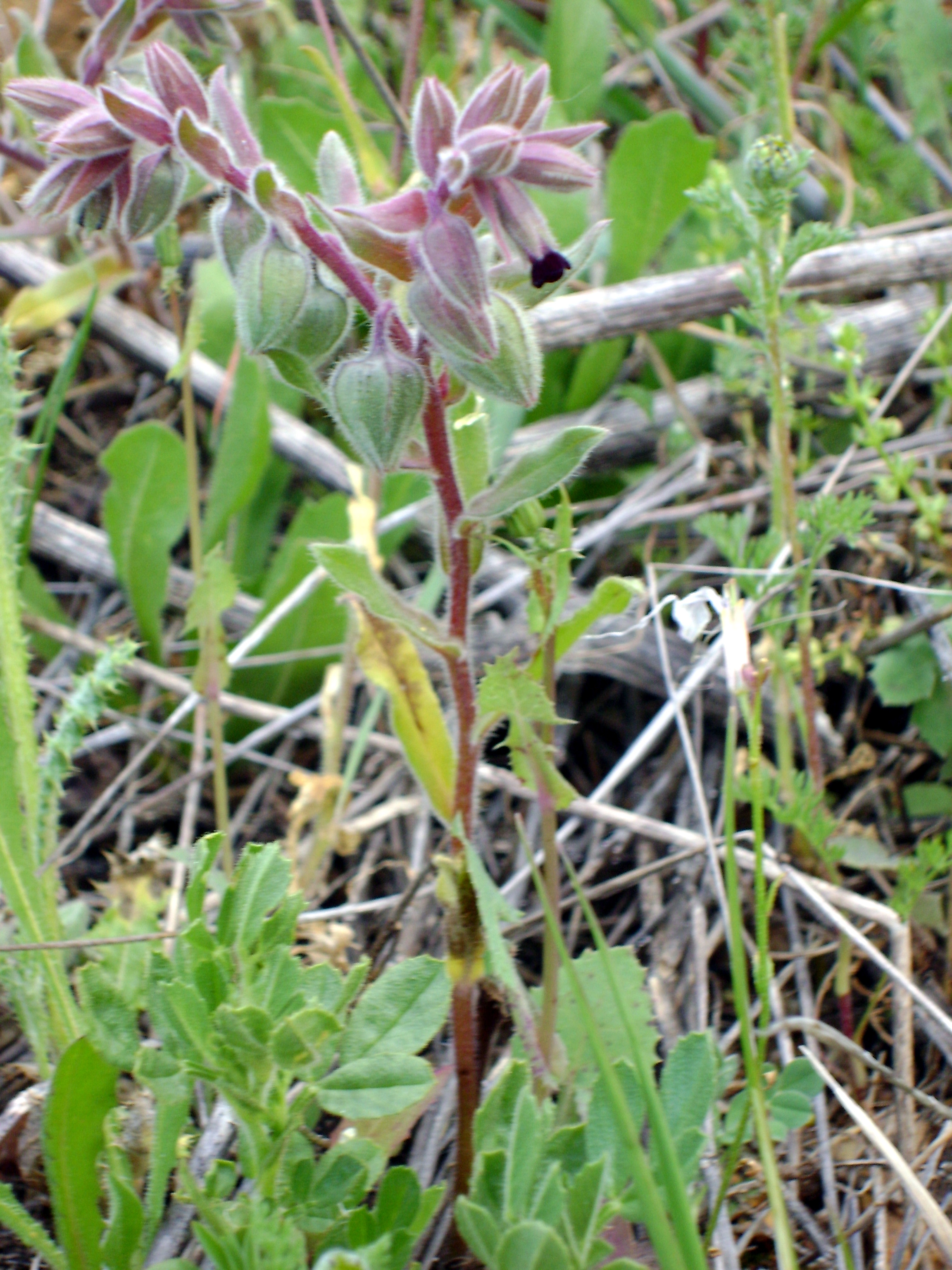